# جوجو مباثا راو
جوجو مباثا راو (بالإنجليزية: Gugu Mbatha-Raw)‏؛ ممثلة بريطانية، ولدت في 30 يونيو 1983 بأكسفورد في المملكة المتحدة. بدأت مشوارها المهني سنة 2004، ونالت جائزة رتبة الإمبراطورية البريطانية.

## أعمال

### أفلام
- (2011) لاري كراون[5]
- (2015) ارتجاج في المخ[6]
- (2015) صعود جوبيتر[7][8][9]
- (2016) ولاية جونز الحرة
- (2017) الجميلة والوحش[10][11]
- (2018) تجعد في وقت
- (2019) بروكلين بلا أم

### مسلسلات
- المرآة السوداء
- تاتش

## جوائز
- رتبة الإمبراطورية البريطانية

## وصلات خارجية
- جوجو مباثا راو على موقع IMDb (الإنجليزية)
- جوجو مباثا راو على موقع ميتاكريتيك (الإنجليزية)
- جوجو مباثا راو على موقع روتن توميتوز (الإنجليزية)
- جوجو مباثا راو على موقع قاعدة بيانات الأفلام العربية
- جوجو مباثا راو على موقع ألو سيني (الفرنسية)
- جوجو مباثا راو على موقع تيرنر كلاسيك موفيز (الإنجليزية)
- جوجو مباثا راو على موقع أول موفي (الإنجليزية)
- جوجو مباثا راو على موقع قاعدة بيانات برودواي على الإنترنت (الإنجليزية)
- جوجو مباثا راو على موقع قاعدة بيانات الأفلام السويدية (السويدية)
- جوجو مباثا راو على موقع ديسكوغز (الإنجليزية)